# Завуч
За́вуч — завідувач навчальної частини (рос. заведующий учебной частью або англ. head teacher) — педагогічна посада, яка нині має назву заступник директора середнього та середньо-спеціального навчального закладу, яку може обіймати людина, що має вищу педагогічну освіту та стаж не менше 3—5 років та відповідає за організацію навчальної та методичної діяльності педагогів у навчальному закладі. У школах України дотепер активно вживається слово завуч, актуальність та вживаність цього слова в системі освіти демонструє всеукраїнська професійна газета «Завуч», яка видається з 1999 року видавництвом «Шкільний світ».

## Історія
Ця посада з'явилася у школах світу в 1920-ті. Особливо активно вона була впроваджена в цей час у радянській школі. Складноскорочене слово російською мовою завуч і стало калькою, якою і нині називають заступників директорів навчальних закладів.

## Розподіл посад в СРСР та на пострадянському просторі
Згідно з профілем діяльності завуча в СРСР його посада мала таку назву:
- Завуч з навчально-виховної роботи (начальник «Навчальної частини»): складає розклад, координує внутрішньошкільний контроль, веде облік відвідування та успішності).
- Завуч з навчально-виховної роботи: складає розклад, займається методичною роботою, внутрішньошкільним контролем, вихованням учнів та співробітників).
- Завуч з науково-методичної роботи («завуч-методист»): планує і контролює наукову роботу учнів.
- Завуч з адміністративно-господарської роботи: контролює господарську діяльність школи, забезпечення навчального процесу.
- Завуч з виробничого навчання: координує організацію виробничого навчання учнів та створених виробничих учнівських бригад різного профілю в умовах проголошеної в СРСР політехнізації та зміцнення зв'язку школи з виробництвом.
- Завуч з ІКТ: складає розклад за допомогою ПК, контролює учнів на уроках інформатики, консультує співробітників з питань ПК).

При необхідності посади можуть бути розділені (окремо наукова і методична, навчальна і виховна робота) або об'єднані (наприклад, єдиний заступник директора в невеликій школі).
Робота завуча регулюється посадовою інструкцією, статутом школи, законами України «Про освіту» та «Про загальну середню освіту».

## Назви посади у школах світу
У Шотландії ця посада в незалежних школах іноді називається як «ректор». У Північній Америці, Австралії, Новій Зеландії, Гонконгу та Ірландії (включаючи Північній Ірландії), посада, як правило, має назву «директор школи», але деякі школи, в першу чергу незалежні, використовують термін дослівно «майстер-голова» (англ. head master, high master). 
У Великій Британії терміни «директор школи» та «директорка», а також «старший викладач» (англ. head teacher) використовуються тільки як терміни для позначення їх сукупності. В останні роки, однак, більшість державних шкіл перейшли на гендерно-нейтральний «старший викладач» як офіційну назву. Проте, деякі заклади використовують інші терміни, такі як дослівно — «високий майстер» (англ. high master).
Термін «основний» англ. Principal або «керівник школи» часто використовується як назва головного адміністратора в початковій школі, середній загальноосвітній школі (англ. middle school або англ. high school) та школах-інтернатах англ. boarding school в деяких англійськомовних країнах, в тому числі США, Індії, Австралії та Новій Зеландії. При цьому, в державних школах (англ. Public school (government funded)) ця посада, зазвичай, має назву «Основний» англ. Principal, в той час як у приватних школах у Сполучених Штатах Америки іноді використовується назва керівник школи (англ. Head of School). Спочатку в державних школах повна назва посади була «головний учитель» англ. principal teacher", на частку якого припадає на сьогоднішній день назви, має форму прикметника, по суті будучи укороченими версіями оригінального повної назви. Проте, термін директор і керівник школи досі використовується в деяких школах.
В Австралії, наприклад, завуч англ. Head teacher іноді відповідає за один (в разі великої школи) або кілька (часто в невеликих школах) спеціальних відділів, таких як англійська мова, історія, математика, науки, листування, технологія тощо, але підтримує повні навчальні обов'язки та статус. Вони вважаються частиною шкільної виконавчої влади, і часто становище завуча є сходинкою до адміністрації.
У великих школах, завуч допомагає одному або декільком «проректорам», «асоційованим принципалам» або «заступникам директорів» (англ. Vice Principals). Їхня позиція вторинна по відношенню до принципала щодо керівництва школи. Помічник директора зазвичай виконують конкретні обов'язки, такі як розробка навчального плану, координація діяльності студентської ради або студентських заходів, а також дисципліни. В той час як керівник має повну відповідальність за школу в цілому (в тому числі викладачів і співробітників тощо).
У 1999 році налічувалося близько 133 тисяч директорів та помічників директорів у США. Директори шкіл у США повинні мати свідоцтво шкільного адміністратора і, бажано, ступінь магістра в галузі управління освітою.